# أنجيرك (أمان أباد)
أنجیرك (بالفارسية: انجیرک) هي قرية تقع في إيران في قسم أمان أباد الريفي. يقدر عدد سكانها بـ 278 نسمة بحسب إحصاء 2016.